# Статичний міксер

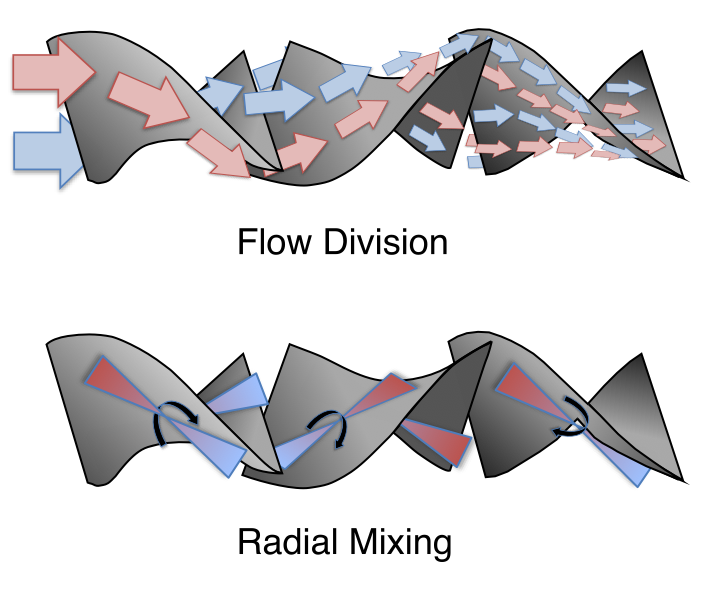
Поділ потоку і радіальне перемішування в статичному змішувачі

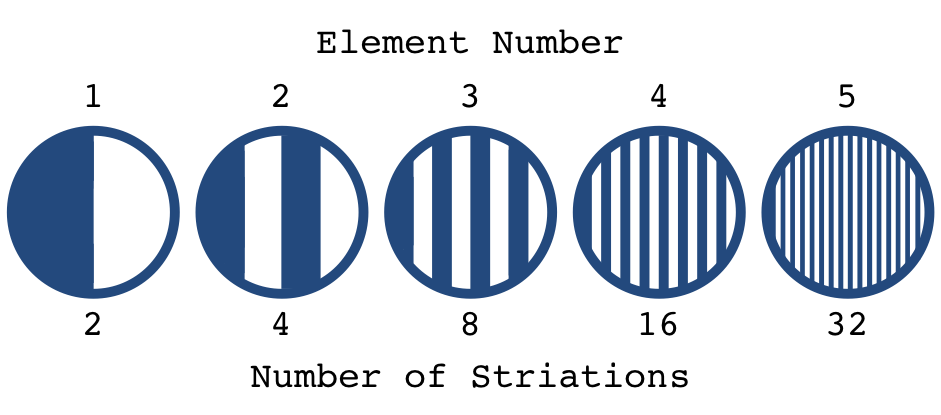
Розподіл потоків статичного змішувача є функцією від числа елементів в змішувачі

Статичний міксер

Поле турбулентності рідини за статичним міксером

Статичний міксер (змішувач) — статичний (нерухомий) змішувач середовищ, який конструктивно являє собою вставку різної конструкції у трубі, по якій подається середовище (рідина, газ, пульпа). 

## Загальний опис
Статичні змішувачі є ефективними пристроями, які дозволяють збільшити турбулентність гідросуміші і при цьому мають ряд переваг: зокрема, велику кількістю можливих варіантів конструктивного рішення, відсутність рухомих елементів, привода, енергоспоживання, можливість суміщення з гідро- та пнемо-транспортними мережами.
Міксери відрізняються один від одного за конфігурацією, довжиною, діаметром і набором інших показників, і в цілому дозволяють змішувати великий спектр дво- і багатокомпонентних матеріалів різної в'язкості, густини, хімічної природи і практичного призначення.
Задача статичного міксеру — гомогенізувати матеріал, вирівняти градієнт в'язкості і кольору, не допустити попадання в суміш повітряних включень, суттєво підвищити турбулентність потоку. Експериментальні дані показують, що суттєві зміни параметричних полів швидкості, турбулентногості, завихреності, масштабу турбулентності тощо мають місце на відстані 10 діаметрів труби в області після проходу флюїдом старичного змішувача.
Перспективні галузі застосування статичного змішувача дуже широкі, зокрема, для перемішування (кондиціонування) флотаційних пульп перед подачею у флотомашини, селективної флокуляції гідрофобних тонкозернистих матеріалів поєднаної з їх гідравлічним траспортом, гомогенізації висококонцентрованих водовугільних суспензій, гомогенізації бурових розчинів тощо.